# Rechtsupweg
Rechtsupweg is een gemeente in de Duitse deelstaat Nedersaksen. De gemeente ligt in de regio Oost-Friesland en is bestuurlijk onderdeel van de Samtgemeinde Brookmerland, behorend bij de Landkreis Aurich. Rechtsupweg telt 2.119 inwoners en is qua oppervlakte een van de kleinste gemeenten in Nedersaksen.

## Geschiedenis en economie
De gemeente ontstond als een veenkolonie in 1769. De aanduiding gaat terug op een weg in de gemeente Upgant-Schott. In het dorp wonen veel forensen, die in de Volkswagenfabriek te Emden werken; de betekenis van de landbouw, tot circa 1960 het enige belangrijke middel van bestaan in het dorp, neemt sedertdien af.

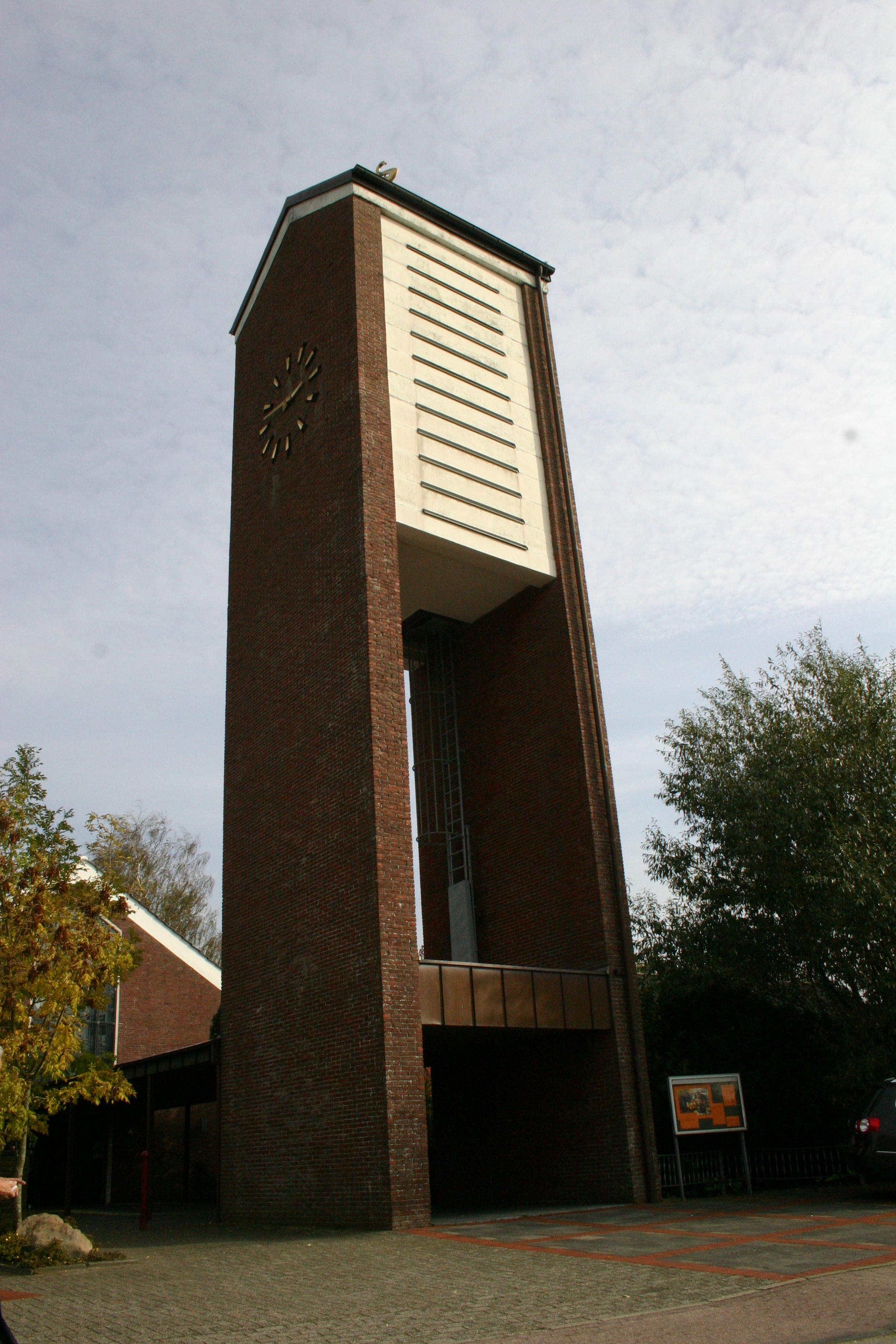
Evang.-lutherse Johanneskerk (1964)

De evangelisch-lutherse Johanneskerk (1964) herbergt een orgel van Alfred Führer uit 1966.

## Politiek

### Samenstelling gemeenteraad
De gemeenteraad van Rechtsupweg telt 13 leden, plus de direct gekozen burgemeester. Sinds de verkiezingen van de gemeenteraad in september 2016 is de zetelverdeling als volgt:
| Partij                      | Zetels |
| --------------------------- | ------ |
| SPD                         | 8      |
| CDU                         | 2      |
| Brookmer Wählergemeinschaft | 2      |
| Bündnis 90/Die Grünen       | 1      |

## Verkeer
Ten oosten van de gemeente ligt de Bundesstraße 72 tussen Norden en Aurich.